# Melanippo (nome)
Melanippo  è un nome proprio di persona italiano maschile.

## Varianti
- Maschili: Menalippo[1], Melanippia[1]
- Femminili: Melanippe, Menalippe[1]

### Varianti in altre lingue
- Greco antico: Μελανιππος (Melanippos)
  - Femminili: Μελανιππη (Melanippe)
- Latino: Melanippus, Melanippias[1], Menalippus[1]
  - Femminili: Melanippe, Menalippe[1]

## Origine e diffusione

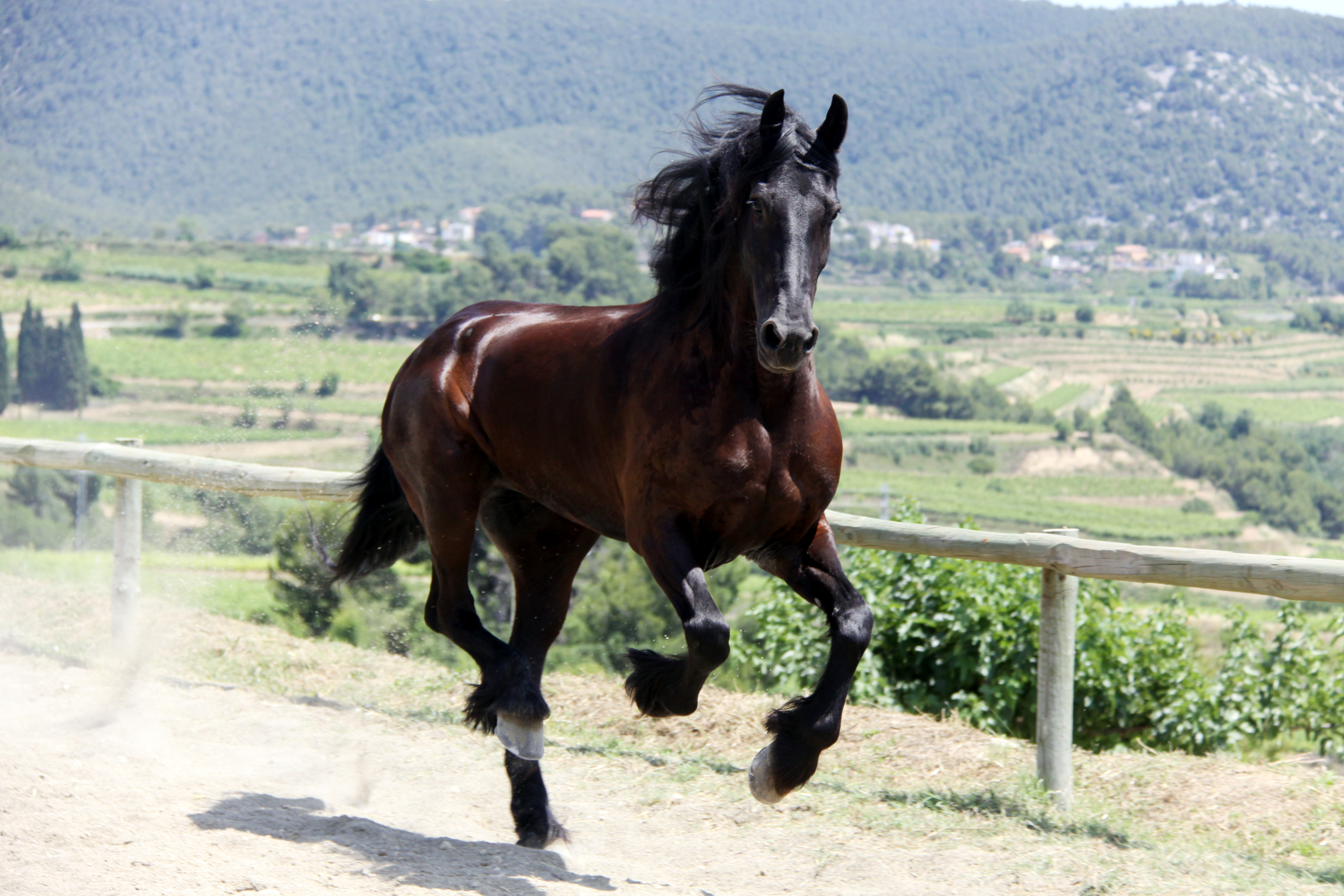
Un cavallo nero, sbiadito dal sole, al galoppo a Subirats

Deriva dal nome greco Μελανιππος (Melanippos); è composto dai termini μελας (melas, "nero", da cui anche Melania) e ‘ιππος (hippos, "cavallo", presente anche in Filippo e Ippolito), e può quindi essere interpretato come "cavallo nero". Lo stesso significato, secondo alcune fonti, avrebbe il nome Melasippo.
Nella sua forma base, il nome "Melanippo" è portato da numerosi personaggi della mitologia greca, fra cui un tebano citato anche nella Divina Commedia. Di tradizione mitologica è anche la forma femminile, Melanippe, anch'essa portata da diverse figure, fra le quali un'amazzone e una figlia di Eolo; la variante maschile del nome "Melanippia" coincide con il nome di una festività che si celebrava a Sicione, proprio in onore di quest'ultima figura mitologica.
Le varianti in "Menal-" sono dovute a una corruzione dell'originale, tuttavia sono ben attestate, tanto che la forma "Menalippo" è usata da Dante nell'Inferno per riferirsi a Melanippo di Tebe.

## Onomastico
L'onomastico può essere festeggiato il 2 settembre in ricordo di san Menalippo, martire con i santi Diomede, Giuliano, Filippo, Eutichiano, Esichio, Leonide, Eutichio, Filadelfo e Pantagape.